# Xã Rush, Quận Northumberland, Pennsylvania
Xã Rush (tiếng Anh: Rush Township) là một xã thuộc quận Northumberland, tiểu bang Pennsylvania, Hoa Kỳ. Năm 2010, dân số của xã này là 1.122 người.